# Sympegma regelii
Sympegma es un género de plantas fanerógamas de la familia Amaranthaceae. Su especie, Sympegma regelii Bunge, es originaria de Asia.

## Descripción
Son plantas que alcanzan un tamaño de 30 a 150 cm de altura. Con raíces de color negro-marrón, gruesas. Las ramas más viejas muy ramificadas, de color blanco amarillento a gris-marrón, fisuradas por lo general, las ramas anuales de color verde grisáceo, ligeramente papiladas, con numerosas  ramas enanas de 3-8 mm, basalmente articuladas, caducas. Hojas de 10.4 × ca. 1 mm, el ápice agudo.  Semillas de 1-1,2 mm de diámetro;. Embrión amarillo-verde. Fl. y fr. Julio-octubre

## Distribución y hábitat
Se encuentra en terrenos ligeramente salino-alcalinos en desiertos, laderas áridas, en las kladeras de los barrancoa, en suelos aluviales, en Gansu, Ningxia, Qinghai, Xinjiang, Kazajistán y Mongolia.

## Usos
Esta especie proporciona forraje en zonas desérticas y semidesérticas, donde las ovejas y camellos comen las ramas anuales.

## Taxonomía
Sympegma regelii fue descrita por el naturalista zoólogo y botánico alemán de Rusia, Alexander von Bunge y publicado en  Bulletin de l'Academie Imperiale des Sciences de St-Petersbourg 25: 371, en el año 1879.